# William Lockwood
William Lockwood (conocido como Will Lockwood; Melbourne, 13 de mayo de 1988) es un deportista australiano que compitió en remo.
Participó en dos Juegos Olímpicos de Verano, obteniendo dos medallas, plata en Londres 2012 y plata en Río de Janeiro 2016, en la prueba de cuatro sin timonel.
Ganó cuatro medallas en el Campeonato Mundial de Remo entre los años 2010 y 2015.

## Palmarés internacional
| Juegos Olímpicos   | Juegos Olímpicos          | Juegos Olímpicos  | Juegos Olímpicos   |
| Año                | Lugar                     | Medalla           | Prueba             |
| ------------------ | ------------------------- | ----------------- | ------------------ |
| 2012               | Londres (Reino Unido)     | Medalla de plata  | Cuatro sin timonel |
| 2016               | Río de Janeiro (Brasil)   | Medalla de plata  | Cuatro sin timonel |
| Campeonato Mundial |                           |                   |                    |
| Año                | Lugar                     | Medalla           | Prueba             |
| 2010               | Cambridge (Nueva Zelanda) | Medalla de bronce | Ocho con timonel   |
| 2011               | Bled (Eslovenia)          | Medalla de plata  | Dos con timonel    |
| 2013               | Chungju (Corea del Sur)   | Medalla de plata  | Cuatro sin timonel |
| 2015               | Aiguebelette (Francia)    | Medalla de plata  | Cuatro sin timonel |